# Гюльшах-хатун
Гюльшах-хатун (осман. کل شاہ خاتون‎;   умерла около 1487) — наложница османского султана Мехмеда II Завоевателя и мать его любимого сына Мустафы.

## Биография

### Происхождение и ранние годы
О происхождении Гюльшах нет достоверных сведений. Историк Йылмаз Озтуна без указания источника назвал Гюльшах дочерью Ибрагима-бея II Караманида. Другие историки не уточняют её происхождение. Это не противоречит части имеющихся данных. Известно, что Мехмед был женат на дочери Ибрагима-бея (матерью которой была дочь Мехмеда I) и на его внучке, имена которых не называются в источниках. В документах созданного ею вакуфа она обозначена как «Гюльшах-хатун, мать шехзаде Мустафы». Указания имени отца отсутствует. Кроме того, отсутствие именования её как жены Мехмеда свидетельствует о том, что она была лишь наложницей.
По мнению историков, Гюльшах попала в гарем Мехмеда в 1449 году, когда он был санджак-беем Манисы. В следующем году она родила сына Мустафу. Бабингер не уточняет имя матери Мустафы, указывая только, что она была жива на момент смерти сына, и что это либо Гюльбахар, либо Гюльшах. Многие авторы указывали, что Мустафа был любимым сыном Мехмеда.
Согласно османской традиции сыновья султана получали навыки управления под руководством наставника в провинциях. Матери ехали с сыновьями и руководили их гаремами. Гюльшах сопровождала сына, когда в 1466 году он был отправлен санджакбеем в Конью, а затем в Кайсери. Сын Гюльшах был направлен в Караман санджакбеем, что может быть связано с предположительным происхождением от беев Карамана.

### Смерть сына
Мустафа умер в июне 1474 года в походе. Ходили слухи, что Мустафа был близок к жене великого визиря Махмуда-паши и тем самым сделал его своим врагом и, возможно, подтолкнул к своему отравлению. Османские источники пишут о вражде между Махмудом-пашой и шехзаде Мустафой, и о том, что Махмуд-паша был счастлив от смерти шехзаде, однако не указывают причин, либо ограничиваются уклончивыми выражениями: «по известной причине». Только Мустафа Али упоминает, что вражда возникла из-за «темного дела» и подозрениями об инциденте, связанном с гаремом великого визиря. Есть предположения, что Гюльшах-хатун, возможно, потворствовала незаконной связи между своим сыном и второй женой Махмуда-паши. Об этом эпизоде можно сделать вывод из документа, датируемого примерно началом правления Баязида II. Он был обнаружен через 500 лет и содержит детали судебной тяжбы. Дочери от первого брака Махмуда-паши предъявляли имущественные требования второй жене, заявляя, что он развёлся с ней, поскольку узнал, что она опозорила его. Они сообщали, что в период отсутствия Махмуда-паши во время одной из кампаний жена Махмуда-паши провела ночь не дома, а в доме матери принца Мустафы, когда принц находился там же. Джованни Мария Ангиолелло, венецианец, попавший в юности в плен при захвате Негропонте и служивший Мустафе, отрицал какую-либо роль Махмуда-паши в смерти Мустафы. Тем не менее, вскоре после смерти сына султана Мехмеда II визирь был арестован и казнён.
Смерть Мустафы была засекречена, тело забальзамировано, помещено в запечатанный гроб и тайно перевезено в Конью, где находился его гарем. Никто не был извещён о его смерти, в том числе мать и дочь. Когда повозка с гробом прибыла и Гюльшах узнала о смерти сына, она начала стенать и причитать. Мехмеду отправили сообщение о смерти сына. По сообщению Ангиолелло, в ответном письме Мехмед II приказал похоронить сына в Бурсе, Гюльшах повелел остаться там же, а детей Мустафы, их матерей и всех, кто принадлежал ко двору Мустафы, вызвал в Стамбул. Все женщины были поселены во дворце, где проживал гарем Мехмеда, и через несколько дней были выданы замуж за придворных. Согласно Бабингеру, у Гюльшах была единственная внучка — Нергисзаде, которой к моменту смерти отца было 14 лет. Алдерсон же называет двух дочерей Мустафы — Нергизшах и Бюльбюль. Обе они были выданы замуж за двоюродных братьев, сыновей шехзаде Баязида: Нергизшах в том же 1474 году вышла замуж за шехзаде Ахмета, Бюльбюль в 1480 году вышла замуж за шехзаде Абдуллу.
Алдерсон указал 1474 год как дату смерти Гюльшах, но этому противоречат данные. Согласно реестрам в 1479 году Гюльшах-хатун получила в мюльк деревню Сыгыркалу в Диметоке. По найденному документу о праве собственности, деревня стала основой созданного ею в 1485 году вакуфа для постройки и содержания её будущего захоронения в Бурсе. Есть версия, что Гюльшах-хатун умерла около 1487 года. Она похоронена в Бурсе в гробнице, построенной ею рядом с усыпальницей Мустафы в комплексе захоронений при мечети Мурада II.